# Nimbadon
Nimbadon (лат.) — род вымерших крупных двурезцовых сумчатых из семейства Diprotodontidae. Известно 3 вида из отложений олигоцена — среднего миоцена (28,4—11,63 млн лет назад), найденных на территории штата Квинсленд и Северной территории Австралии.
Впервые обнаружены в 1990 году: черепа были найдены в ранее неизвестной пещере. Вымирание животных могло быть связано с исчезновением местообитаний из-за климатических изменений.

## Классификация
На июнь 2017 года в род включают 3 вымерших вида:
- Nimbadon lavarackorum Hand et al., 1993typus
- Nimbadon whitelawi Hand et al., 1993
- Nimbadon scottorrorum Hand et al., 1993

Nimbadon lavarackorum описывают как напоминающих современных коал животных весом около 70 кг (одни из самых мелких в семействе Diprotodontidae). Считались наземными четвероногими (как другие представители семейства), но более поздний анализ строения пальцев и конечностей позволил заключить, что представители вида вели древесный образ жизни, питаясь листьями. Имели большие когти, втягивавшиеся при ходьбе.